# 平野柳子
平野 柳子（ひらの りゅうこ）は、日本の陸上選手。1962年のアジア競技大会の800mで銀メダルを獲得した。
群馬県立桐生女子高等学校を卒業し、東急に勤務していた。明星大学に所属し、研究を行っていた。